# Stephen Pisano
Stephen Pisano, (New York, 16 april 1946 - Rome, 7 oktober 2019) was een Amerikaans jezuïet theoloog en rector van het Pauselijk Bijbelinstituut.
Hij werd geboren in New York, maar groeide op in de San Francisco Bay Area. Hij trad in 1964 toe tot de Orde van de Jezuïeten in Los Gatos, Californië. Hij studeerde in Los Angeles, San Francisco, Lyon en Parijs en werd in 1976 priester gewijd. Van 1976 tot 1979 studeerde hij aan het Pauselijk Bijbelinstituut in Rome. Aan de universiteit van Fribourg in Zwitserland promoveerde hij in 1982 tot doctor in de theologie.
In datzelfde jaar werd hij hoogleraar aan het Bijbelinstituut. Zijn leeropdracht was de exegese en tekstkritiek van het Oude Testament. Van 1985 tot 1991 was hij superior van de jezuïeten van het Bijbelinstituut en van 1996 tot 2002 decaan van de faculteit  Bijbelwetenschappen. Op 17 november 2002 volgde zijn benoeming tot rector magnificus van het Instituut. In 2008 werd hij in die functie opgevolgd door José-Maria Abrego de Lacy.
Pisaro was mederedacteur van een wetenschappelijke uitgave van de Thora. Ook was hij bezorger van een nieuwe facsimile uitgave van de Codex Vaticanus Graece.
- Bibsys: 90111860
- Bibliothèque nationale de France: cb12061327s (data)
- Gemeinsame Normdatei: 1203091974
- International Standard Name Identifier: 0000 0000 8166 4167
- Library of Congress Control Number: n86082414
- Nationale Bibliotheek van Israël: 987007280964105171
- Nederlandse Thesaurus van Auteursnamen: 070589607
- Istituto Centrale per il Catalogo Unico: CFIV183837
- Système universitaire de documentation: 028866606
- Virtual International Authority File: 2145003598361340854